# Bestenliste der Triathletinnen auf der Ironman-Distanz

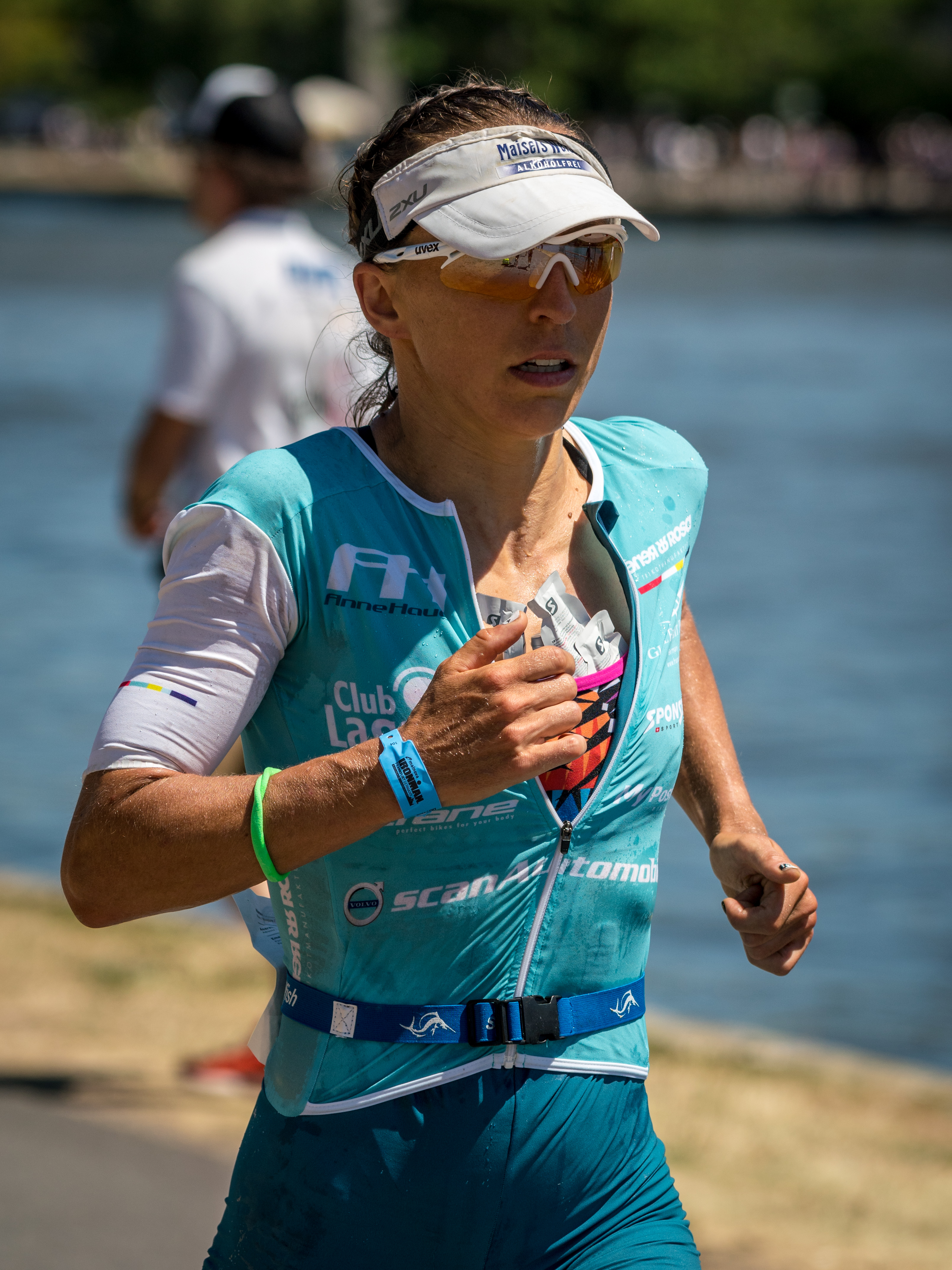
Anne Haug, die „schnellste Athletin der Welt“ beim Ironman Germany in Frankfurt (2018)

Die Bestenliste der Triathletinnen auf der Ironman-Distanz umfasst die 30 schnellsten Zeiten, die weltweit von Triathletinnen (Amateure und Profis) bei einem Triathlon über die Langdistanz bzw. Ironman-Distanz (3,86 km Schwimmen, 180,2 km Radfahren und 42,195 km Laufen) erzielt wurden.(Stand: 15. Juli 2025)

## Weltbestzeit der Frauen
Die aktuelle Weltbestzeit von 08:02:38 Stunden wurde von Anne Haug bei der Challenge Roth 2024 aufgestellt.
Haug unterbot die alte Bestzeit von 08:08:21 h der Schweizerin Daniela Ryf, die diese hier bei der Vorjahresveranstaltung aufgestellt hatte.

## Top 30 schnellste Zeiten
In dieser Liste sind die 30 schnellsten Zeiten aller Athletinnen auf der Langdistanz erfasst. Somit sind auch Mehrfachnennungen möglich. Weltrekorde werden im Triathlon wegen der Variabilität der Streckenprofile generell nicht geführt, auch gibt es keine obligatorische offizielle Vermessung der Wettkampfdistanzen. Selbst die Laufstrecken der großen Langstreckenrennen werden nicht mit dem Jones-Counter vermessen. Daher sind die folgenden Bestzeiten immer mit einer Unsicherheit über die Streckenlängen einzuschätzen.
Generell sind verschiedene Strecken auch bei gleicher Streckenlänge nur schwer vergleichbar, da lokale Gegebenheiten wie Klima, Wetter, (Meeres)strömung und das Höhenprofil weit stärkeren Einfluss haben können. So gelten die Strecken auf Hawaii und Lanzarote als sehr anspruchsvoll, was auch an den dortigen Bestzeiten abzulesen ist. Diese liegen trotz hoher Leistungsdichte der Athleten stets über den Bestzeiten auf den kontinentalen Strecken. Die Strecke der Challenge Roth im fränkischen Roth hat sich dagegen im Laufe der Jahre als weltweit schnellstes Rennen auf dieser Distanz herausgestellt, wobei sowohl Rad- als auch Laufstrecke hier regelmäßig zu kurz ausfallen.
Wettkämpfe, bei denen witterungsbedingt nur ein Duathlon ausgetragen wurde oder Teildistanzen stark verkürzt wurden, finden keine Berücksichtigung.
Die offiziellen Verbände ITU, ETU und DTU führen keine Rekorde oder Bestenlisten.
|    | Datum         | Athlet                  | Wettbewerb                | Austragungsort      | Zeit     | Bemerkungen                                                                                   |
| -- | ------------- | ----------------------- | ------------------------- | ------------------- | -------- | --------------------------------------------------------------------------------------------- |
| 1  | 7. Juli 2024  | Anne Haug               | Challenge Roth            | Roth                | 08:02:38 | Aktuelle Weltbestzeit auf der Langdistanz; Streckenrekord bei der Challenge Roth              |
| 2  | 1. Juni 2025  | Laura Philipp           | Ironman Hamburg           | Hamburg             | 08:03:13 | Aktuelle Weltbestzeit der Ironman-Serie; Disziplinrekord auf der Marathonstrecke in 2:38:27 h |
| 3  | 1. Juni 2025  | Katrina Matthews        | Ironman Hamburg           | Hamburg             | 08:05:13 | Schnellste britische Athletin                                                                 |
| 4  | 25. Juni 2023 | Daniela Ryf             | Challenge Roth            | Roth                | 08:08:21 | Schnellste Schweizer Athletin                                                                 |
| 5  | 1. Juni 2025  | Solveig Løvseth         | Ironman Hamburg           | Hamburg             | 08:12:28 |                                                                                               |
| 6  | 7. Juli 2024  | Laura Philipp -2-       | Challenge Roth            | Roth                | 08:14:13 |                                                                                               |
| 7  | 10. Juli 2011 | Chrissie Wellington     | Challenge Roth            | Roth                | 08:18:13 |                                                                                               |
| 8  | 6. Juli 2025  | Laura Philipp -3-       | Challenge Roth            | Roth                | 08:18:18 |                                                                                               |
| 9  | 5. Juni 2022  | Laura Philipp -4-       | Ironman Hamburg           | Hamburg             | 08:18:20 |                                                                                               |
| 10 | 18. Juli 2010 | Chrissie Wellington -2- | Challenge Roth            | Roth                | 08:19:13 |                                                                                               |
| 11 | 2. Juni 2024  | Jackie Hering           | Ironman Hamburg           | Hamburg             | 08:19:14 | Schnellste US-amerikanische Athletin                                                          |
| 12 | 26. Apr. 2025 | Taylor Knibb            | Ironman Texas             | The Woodlands       | 08:20:15 | Disziplinenrekord auf der Radstrecke                                                          |
| 13 | 25. Juni 2023 | Anne Haug -2-           | Challenge Roth            | Roth                | 08:21:09 |                                                                                               |
| 14 | 13. Juli 2025 | Julie Derron            | Ironman Vitoria-Gasteiz   | Vitoria-Gasteiz     | 08:21:48 | [ 6 ]                                                                                         |
| 15 | 2. Juni 2024  | Maja Stage Nielsen      | Ironman Hamburg           | Hamburg             | 08:21:54 | Schnellste dänische Athletin                                                                  |
| 16 | 17. Juli 2016 | Daniela Ryf -2-         | Challenge Roth            | Roth                | 08:22:04 |                                                                                               |
| 17 | 4. Nov. 2023  | Skye Moench             | Ironman Florida           | Panama City         | 08:22:28 |                                                                                               |
| 18 | 14. Sep. 2024 | Marlene De Boer         | Challenge Almere          | Amsterdam           | 08:22:30 |                                                                                               |
| 19 | 21. Nov. 2021 | Sara Svensk             | Ironman Mexico            | Cozumel             | 08:22:41 | Schnellste schwedische Athletin; Streckenrekord beim Ironman Mexico                           |
| 20 | 3. Juli 2022  | Anne Haug -3-           | Challenge Roth            | Roth                | 08:22:42 |                                                                                               |
| 21 | 14. Juli 2024 | Katrina Matthews -2-    | Ironman Vitoria-Gasteiz   | Vitoria-Gasteiz     | 08:24:23 |                                                                                               |
| 22 | 14. Okt. 2023 | Lucy Charles-Barclay    | Ironman Hawaii            | Kailua-Kona         | 08:24:31 | Streckenrekord beim Ironman Hawaii (Ironman World Championship)                               |
| 23 | 22. Juni 2025 | India Lee               | Ironman Les Sables        | Les Sables D'Olonne | 08:24:37 |                                                                                               |
| 24 | 7. Juli 2024  | Els Visser              | Challenge Roth            | Roth                | 08:24:47 | Schnellste niederländische Athletin                                                           |
| 25 | 25. Juni 2023 | Laura Philipp -5-       | Challenge Roth            | Roth                | 08:25:31 |                                                                                               |
| 26 | 7. Juli 2024  | Anne Reischmann         | Challenge Roth            | Roth                | 08:26:07 |                                                                                               |
| 27 | 13. Okt. 2018 | Daniela Ryf -3-         | Ironman Hawaii            | Kailua-Kona         | 08:26:16 |                                                                                               |
| 28 | 7. Juli 2024  | Danielle Lewis          | Challenge Roth            | Roth                | 08:26:50 |                                                                                               |
| 29 | 14. Okt. 2023 | Anne Haug -4-           | Ironman Hawaii            | Kailua-Kona         | 08:27:33 |                                                                                               |
| 30 | 2. Juni 2024  | Daniela Bleymehl        | Ironman Hamburg           | Hamburg             | 08:28:09 |                                                                                               |
| 31 | 26. Apr. 2025 | Lisa Perterer           | Ironman Texas             | The Woodlands       | 08:28:17 | Schnellste österreichische Athletin                                                           |
| 32 | 2. Juni 2024  | Fenella Langridge       | Ironman Hamburg           | Hamburg             | 08:29:36 |                                                                                               |
| 33 | 3. Dez. 2023  | Fenella Langridge -2-   | Ironman Western Australia | Busselton           | 08:29:43 |                                                                                               |
| 34 | 7. Juli 2019  | Lucy Charles-Barclay    | Challenge Roth            | Roth                | 08:31:09 |                                                                                               |

Die Ergebnisse der Männer finden sich in der Bestenliste der Triathleten auf der Ironman-Distanz.

## Disziplin-Rekorde
Nachfolgend werden die jeweils zehn schnellsten Zeiten der Einzelstrecken gelistet.

### Schwimmen (3,86km)
|    | Datum         | Athlet            | Wettbewerb          | Austragungsort | Zeit      | Bemerkungen / Nachweis |
| -- | ------------- | ----------------- | ------------------- | -------------- | --------- | ---------------------- |
| 1  | 28. Sep. 2014 | Anna Cleaver      | Ironman Chattanooga | Chattanooga    | 39:56 min |                        |
| 2  | 28. Sep. 2014 | Christine Hammond | Ironman Chattanooga | Chattanooga    | 41:38 min |                        |
| 3  | 28. Sep. 2014 | Katie Morales     | Ironman Chattanooga | Chattanooga    | 41:38 min |                        |
| 4  | 28. Sep. 2014 | Kaitlin Curbeau   | Ironman Chattanooga | Chattanooga    | 41:39 min |                        |
| 5  | 28. Sep. 2014 | Malaika Homo      | Ironman Chattanooga | Chattanooga    | 41:40 min |                        |
| 6  | 28. Sep. 2014 | Laurel Wassner    | Ironman Chattanooga | Chattanooga    | 41:46 min |                        |
| 7  | 26. Nov. 2017 | Alicia Kaye       | Ironman Mexico      | Cancun         | 41:49 min | [ 8 ]                  |
| 8  | 26. Nov. 2017 | Anja Beranek      | Ironman Mexico      | Cancun         | 41:50 min |                        |
| 9  | 26. Nov. 2017 | Rachel McBride    | Ironman Mexico      | Cancun         | 41:52 min |                        |
| 10 | 24. Sep. 2017 | Kelly Williamson  | Ironman Chattanooga | Chattanooga    | 42:15 min |                        |

### Radfahren (180,2km)
|    | Datum         | Athlet           | Wettbewerb                | Austragungsort      | Zeit      | Bemerkungen / Nachweis |
| -- | ------------- | ---------------- | ------------------------- | ------------------- | --------- | ---------------------- |
| 1  | 26. Apr. 2025 | Taylor Knibb     | Ironman Texas             | The Woodlands       | 4:19:46 h |                        |
| 2  | 26. Apr. 2025 | Katrina Matthews | Ironman Texas             | The Woodlands       | 4:20:08 h |                        |
| 3  | 2. Juni 2024  | Daniela Bleymehl | Ironman Hamburg           | Hamburg             | 4:20:47 h | [ 9 ]                  |
| 4  | 3. Dez. 2023  | Lisa Nordén      | Ironman Western Australia | Busselton           | 4:21:15 h |                        |
| 5  | 1. Juni 2025  | Katrina Matthews | Ironman Hamburg           | Hamburg             | 4:22:45 h |                        |
| 6  | 25. Juni 2023 | Daniela Ryf      | Challenge Roth            | Roth                | 4:22:56 h |                        |
| 7  | 4. Nov. 2023  | Skye Moench      | Ironman Florida           | Panama City         | 4:23:09 h |                        |
| 8  | 26. Apr. 2025 | Lisa Perterer    | Ironman Texas             | The Woodlands       | 4:23:13 h |                        |
| 9  | 22. Juni 2025 | India Lee        | Ironman Les Sables        | Les Sables D'Olonne | 4:23:23 h |                        |
| 10 | 1. Juni 2025  | Laura Philipp    | Ironman Hamburg           | Hamburg             | 4:23:38 h |                        |

### Laufen (42,195km)
|    | Datum         | Athlet           | Wettbewerb      | Austragungsort | Zeit      | Bemerkungen / Nachweis     |
| -- | ------------- | ---------------- | --------------- | -------------- | --------- | -------------------------- |
| 1  | 1. Juni 2025  | Laura Philipp    | Ironman Hamburg | Hamburg        | 2:38:27 h |                            |
| 2  | 7. Juli 2024  | Anne Haug        | Challenge Roth  | Roth           | 2:38:52 h | Bei ihrer Weltbestzeit     |
| 3  | 1. Juni 2025  | Katrina Matthews | Ironman Hamburg | Hamburg        | 2:40:58 h |                            |
| 4  | 31. Juli 2011 | Kristin Möller   | Ironman UK      | Bolton         | 2:41:56 h | [ 11 ]                     |
| 5  | 6. Juli 2025  | Laura Philipp    | Challenge Roth  | Roth           | 2:43:17 h |                            |
| 6  | 7. Juli 2024  | Laura Philipp    | Challenge Roth  | Roth           | 2:44:34 h |                            |
| 7  | 25. Juni 2023 | Anne Haug        | Challenge Roth  | Roth           | 2:44:45 h |                            |
| 8  | 22. Sep. 2024 | Laura Philipp    | Ironman Nizza   | Nizza          | 2:44:59 h | Ironman World Championship |
| 9  | 1. Juni 2025  | Solveig Løvseth  | Ironman Hamburg | Hamburg        | 2:46:40 h |                            |
| 10 | 14. Okt. 2023 | Anne Haug        | Ironman Hawaii  | Kailua-Kona    | 2:48:23 h |                            |